# 城市生态系统

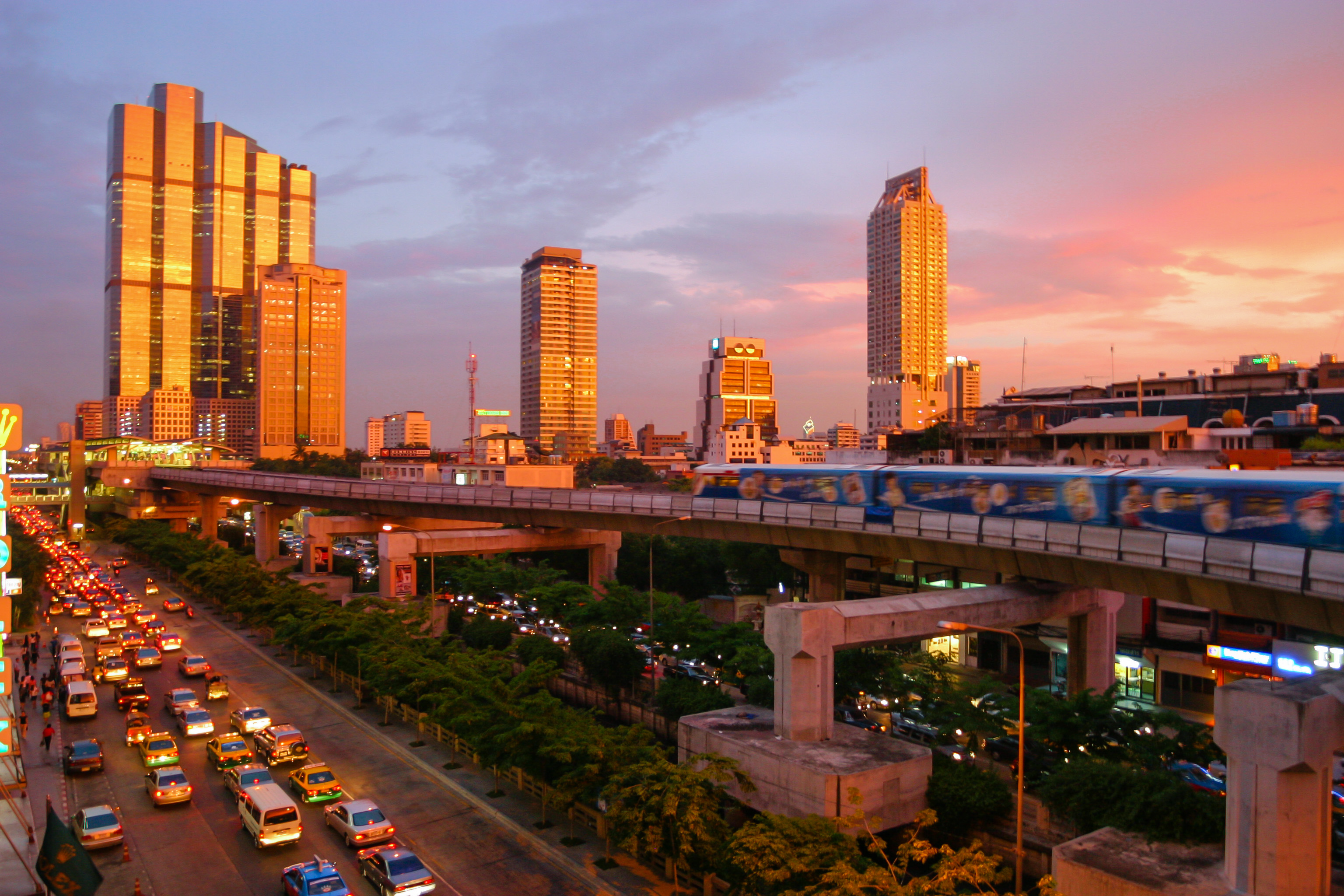
泰国曼谷

在生态学中，城市生态系统是集约利用土地的生物群系中的生态系统功能组。城市生态系统是一种结构复杂的生态系统，具有由人类创建和维护的高度异质和动态的空间结构。它们包括城市、较小的居民点和工业区，这些区由不同类型的斑块组成（例如：建筑物、铺面、交通基础设施、公园和花园、垃圾场）。城市生态系统是不完整的生态系统，需要从其他生态系统输入大量的物质和能量。与其他自然生态系统和人工生态系统相比，城市生态系统的人口密度很高，它们与不同类型的板块之间相互作用会产生新的特性，并在生态系统组分之间产生复杂的反馈。
在社会生态学中，城市地区是更广泛的社会-生态系统的一部分，其中城市景观和城市人类社区与其他景观元素发生相互作用。城市化对人类和环境健康具有重大影响，而对城市生态系统的研究提出了关于可持续城市设计和城市边缘地区发展方式的建议，这可以帮助减少对周围环境的负面影响并促进人类福祉。居民的意見對都市生態系的影響非常重要。他們的需求、行為和參與可以影響都市生態系的發展方向。因此，在城市規劃和設計中，應該重視居民的參與和意見，以確保都市生態系的永續發展，減少對環境的負面影響，同時促進人類的福祉。